# Adolfo Constanzo
Adolfo de Jesús Constanzo, surnommé El padrino de Matamoros (Le parrain de Matamoros en français), né le 1er novembre 1962 à Miami, mort le 6 mai 1989 à Mexico, était un tueur en série et un gourou mexicain.

## Biographie
Constanzo se rendit à Mexico en 1983 et commença par gagner sa vie comme lecteur de tarot. Il recruta deux jeunes hommes, Martín Quintana Rodríguez et Omar Chewe Orea Ochoa, qui devinrent ses servants, amants et disciples. Constanzo retourna à Miami aux États-Unis peu après, mais revint s'installer à Mexico durant l'été 1984. Au cours des années qui suivirent, il créa un culte à part entière et devint le chef d'une secte regroupant des trafiquants de drogues, des musiciens et des policiers. La secte, basée à Matamoros, sur la frontière entre les États-Unis et le Mexique, vendait de la drogue et organisait des cérémonies occultes. Fin 1987, les adeptes commencèrent les sacrifices humains en assassinant des personnes, dont des trafiquants de cartels rivaux, lors de cérémonies occultes.
Lorsqu'un citoyen américain, Mark J. Kilroy - 21 ans, disparut à Matamoros durant la semaine de relâche 1989, la police locale, sous la pression des autorités du Texas, lança des recherches et découvrit la secte de Constanzo par accident, dans une enquête non liée au trafic de stupéfiants. Après avoir arrêté plusieurs membres, la police découvrit que la secte était responsable du meurtre de Kilroy, dont le corps avait été démembré et brûlé.
D'autres membres du culte furent arrêtés jusqu'à ce que le 6 mai, la police accule Constanzo et 4 de ses disciples dans un appartement délabré de Mexico. Déterminé à ne pas à aller en prison, Constanzo ordonna à l'un de ses disciples de faire feu sur lui et Quintana Rodríguez. Lorsque la police investit l'appartement, elle trouva les deux hommes morts. L'une des chefs de la secte qui jouissait de la confiance de Constanzo, Sara Aldrete, fut arrêtée peu après et condamnée à 62 ans de prison pour son implication dans les meurtres.

## Culture populaire
- Borderland, film mexico-américain de 2007 inspiré de l'affaire Kilroy.
- Face à la Mort 3, documentaire américain de 1990 relatant dans l'une de ses séquence la découverte du corps de Kilroy.

## Source
- (en) Cet article est partiellement ou en totalité issu de l’article de Wikipédia en anglais intitulé « Adolfo Constanzo » (voir la liste des auteurs).